# Tours de Levallois
Eollys, communément appelé tours de Levallois, était un projet de deux gratte-ciel de bureaux à construire sur le territoire de la commune de Levallois-Perret, à l'ouest de Paris, en France. Ce projet a été annulé par la délibération du conseil municipal de la ville de Levallois-Perret du 26 septembre 2011, à la suite des réticences des riverains.

## Chronologie
Le projet initial confié au promoteur espagnol Fadesa, qui devait être lancé en 2007, prévoyait la construction de deux tours d'une hauteur de 164 mètres, érigées au-dessus d'un centre commercial de trois étages, situé lui-même sur un parking pouvant contenir 1 600 véhicules. L'ensemble devait également contenir un restaurant panoramique, un hôtel international 3 étoiles et 80 000 mètres2 de bureaux. L'emplacement prévu était la ZAC du Front-de-Seine, la livraison étant annoncée pour juin 2009.
En août 2007, le quotidien Le Parisien annonce le retrait de Fadesa du projet et le souhait du promoteur de céder ses droits à construire.
Le 14 novembre 2007, un agrément a été accordé pour deux tours d'une hauteur non précisée ; la superficie de la tour sud serait d'environ 30 000 m2, celle de la tour nord de 60 000 m2, conduisant à deux tours de hauteur différente.
En 2008, le projet de deux tours de 164 m de haut dont 82 000 m2 de bureaux et 400 chambres d'hôtel est finalement relancé avec des fonds du Golfe[pas clair].
Début 2010, le projet prend le nom officiel de Eollys.
En février 2011, le tribunal de Paris casse l'engagement entre la ville de Levallois-Perret et le saoudien Mohamed Bin Issa Al Jaber qui avait acquis les droits à construire.
Le projet peut donc potentiellement reprendre avec un nouvel investisseur.
En septembre 2011, le PLU (Plan Local d'Urbanisme) présenté aux citoyens évoque succinctement le projet de construction de deux IGH (Immeubles de Grande Hauteur) en plein centre de Levallois-Perret. L'un ferait 134 m au pied de la station de métro Pont de Levallois (soit à peu près la taille de la tour Concorde-Lafayette à la porte Maillot) et serait le nouveau siège de Cetelem (filiale de BNP Paribas pour le crédit à la consommation). L'autre ferait près de 190 m, près de la gare de Clichy-Levallois.
De nombreux Levalloisiens se mobilisent pour lutter contre ce projet du fait de ses impacts sur l'engorgement des transports, la pollution, le bruit, la lumière, la vue et d'autres points qui font aujourd'hui l'attrait de la ville.
Devant cette mobilisation, le maire de Levallois-Perret, Patrick Balkany, décide l'abandon de ce projet de construction de deux IGH. Cette décision est officialisée lors de la réunion du conseil municipal du 26 septembre 2011 ainsi que par une lettre-ouverte du maire aux Levalloisiens le 27 septembre 2011.

## Pour approfondir